# Paraxantia
Paraxantia is een geslacht van rechtvleugeligen uit de familie sabelsprinkhanen (Tettigoniidae). De wetenschappelijke naam van dit geslacht is voor het eerst geldig gepubliceerd in 2009 door Liu & Kang.

## Soorten
Het geslacht Paraxantia omvat de volgende soorten:
- Paraxantia bicornis Liu & Kang, 2009
- Paraxantia hubeiensis Liu & Kang, 2009
- Paraxantia parasinica Liu & Kang, 2009
- Paraxantia sinica Liu, 1993
- Paraxantia tibetensis Liu & Kang, 2009